# Challenge Records International
Challenge Records International ist ein unabhängiges niederländisches Tonträgerunternehmen mit eigenem Vertrieb, das 1994 von Hein van de Geyn, Anne de Jong und Joost Leijen gegründet wurde.
Das Label Challenge Records umfasst folgende Sublabels: Challenge Jazz, Challenge Classic, A-Records, Buzz, Daybreak, Javaanse Jongens Tracks, Jazz ’N Pulz, JJ-Tracks, JOC Records, Pinehill, Retrieval, Supertracks Records. Es ist vor allem im Jazz- und im Klassikbereich tätig. Zu den Künstlern und Gruppen, die für das Label aufgenommen haben, gehören Clark Terry, Nat Adderley, Jasper van’t Hof, Bob Brookmeyer, Rick Margitza, Paul Bollenback, The Houdinis, UMO Jazz Orchestra, Eric Vloeimans, Enrico Pieranunzi und das Duo Barbara Lea/Keith Ingham. Bei Challenge Classics ist u. a. Ton Koopman unter Vertrag. Van de Geyn ist für die Künstler und das Repertoire des Hauptlabels Challenge Records verantwortlich, während Angelo Verploegen für die Tochterlabels A-Records mit Aufnahmen von neuen Jazzkünstlern und Popmusik und Buzz (Ende der 1990er Jahre gegründet) mit Avantgarde-Jazz diese Aufgabe innehatte.
Challenge Records hat auch Aufnahmen aus Richard Sudhalters NPR-Programm Live at the Vineyard veröffentlicht und vertreibt auf dem Sublabel Retrieval Wiederveröffentlichungen von Vintage Jazz.